# Lettonie au Concours Eurovision de la chanson 2010
La Lettonie a participé au Concours Eurovision de la chanson 2010. 
| #  | Artiste                | Chanson                                      | Points | Place |
| -- | ---------------------- | -------------------------------------------- | ------ | ----- |
| 1  | PeR                    | "Like A Mouse"                               | 20     | 10    |
| 2  | Triānas parks          | "Lullaby For My Dreammate (Diamond Lullaby)" | 11     | 4     |
| 3  | Aisha                  | "What For? (Only Mr God Knows Why)"          | 3      | 1     |
| 4  | Lauris Reiniks         | "Your Morning Lullaby"                       | 11     | 4     |
| 5  | Dons                   | "My Religion is Freedom"                     | 3      | 1     |
| 6  | Konike                 | "Digi digi dong"                             | 11     | 4     |
| 7  | h2o                    | "When I Close My Eyes"                       | 17     | 9     |
| 8  | Kristīne Kārkla-Puriņa | "Rišti räšti"                                | 12     | 7     |
| 9  | Ivo Grīsniņš-Grīslis   | "Because I Love You"                         | 10     | 3     |
| 10 | Kristīna Zaharova      | "Snow in July"                               | 12     | 7     |

| # | Artiste              | Chanson                             | Points | Place |
| - | -------------------- | ----------------------------------- | ------ | ----- |
| 1 | Dons                 | "My Religion is Freedom"            | 3      | 2     |
| 2 | Ivo Grīsniņš-Grīslis | "Because I Love You"                | 6      | 3     |
| 3 | Aisha                | "What For? (Only Mr.God Knows Why)" | 3      | 1     |